# Kuk Harrell
Thaddis Laphonia "Kuk" Harrell (Chicago, 30 de dezembro de 1964) é um compositor, produtor musical, arranjador e engenheiro de som norte-americano.